# Carrie Pringle
Pour les articles homonymes, voir Pringle.
Carrie Pringle, née à Linz (Autriche-Hongrie) le 19 mars 1859 et morte à Kemp Town (en), dans la banlieue de Brighton (Angleterre du Sud-Est) le 12 novembre 1930, est une artiste lyrique britannique d'origine autrichienne de tessiture soprano.

## Biographie
Carrie Pringle a tenu le rôle d'une Blumenmädchen (fille-fleur) lors de la première au festival de Bayreuth en 1882 de Parsifal de Richard Wagner.
Des rumeurs non prouvées associent l'engouement supposé de Wagner pour Pringle aux circonstances de la mort du compositeur survenue à Venise en 1883.
Carrie Pringle est la sœur du musicien écossais John Godfrey Charles Pringle (1867-1900).